# Biocitina

Esquema de l'estructura química de la biocitina

La biocitina (ε-N-biotinil-L-lisina) és un coenzim que participa en les reaccions de carboxilació catalitzades per carboxilases. Es tracta d'una molècula de biotina unida a una lisina d'una cadena peptídica resident al centre actiu d'un enzim. L'enllaç entre la biotina i la lisina és mitjançant un grup amino en posició ε.
El descobriment de la biotina com a coenzim va ser a partir de l'aïllament de l'ε -N-biotinil-L-lisina, la biocitina. Posteriorment, es va descobrir que el residu de lisina de la biocitina formava part originalment d'una cadena peptídica que es trobava al centre actiu d'un enzim que contenia biotina. S'ha vist que la biotina, doncs, es troba unida a la proteïna mitjançant un braç flexible.
Com ja s'ha dit, la biotina és un coenzim imprescindible perquè es puguin dur a terme les reaccions de carboxilació que utilitzen l'anió hidrogencarbonat (HCO₃-) per afegir grups carboxils a una molècula. Algunes de les carboxilases que necessiten la biocitina per catalitzar la reacció són la piruvat, l'acetil-CoA, la propionil-CoA i la ß-metilcrotonil-CoA carboxilases. La biocitina permet l'acoblament de la hidròlisi de l'ATP (adenosina trifosfat) amb la carboxilació. El procés es porta a terme en dues etapes i hi ha un producte intermediari: la carboxibiotina. La primera etapa és la carboxilació de la biocitina donant lloc a la N-1'-carboxibiocitina. Aquesta reacció requereix la hidròlisi d'una molècula d'ATP. En la segona etapa es transfereix el grup carboxil de la carboxibiocitina al substrat que es vol carboxilar.
Pel que fa a l'enzim que catalitza la reacció, s'ha pogut veure quines parts el componen. Per exemple, en el cas de l'acetil-CoA carboxilasa de E. coli, s'ha pogut dissociar l'enzim en tres parts diferents: la biotín-proteïna portadora de carboxil (Pm=22 000), la biotín carboxilasa (Pm=100000, dímer) i la transcarboxilasa (Pm=90000, dímer). La biotín carboxilasa és aquella part de l'enzim que catalitza la carboxilació depenent d'ATP de la biotina unida a la proteïna portadora de carboxil. La transcarboxilasa transfereix el grup carboxil de la biocitina a l'acetil-CoA per tal de formar piruvat. Gràcies al braç flexible d'1,6 nm de la biocitina, es pot desplaçar l'extrem amb la biotina des del centre actiu de la carboxilasa fins al centre de la transcarboxilasa. En general, els enzims que necessiten la biocitina com a coenzim són molt complexes, tenen un pes molecular molt elevat i estan compostos per múltiples subunitats.
L'avidina és una glucoproteïna present en la clara d'ou. Es tracta d'una proteïna bastant gran (Pm=68000) formada per 4 subunitats. Cada una d'elles té un centre d'unió específic per a la biotina. L'afinitat de l'avidina per la biotina és extremadament elevada i encara es desconeix quina és la utilitat biològica d'aquest fet. Així i tot, l'avidina és molt utilitzada en enzimologia, ja que permet estudiar si un enzim conté la biocitina com a coenzim. Si s'afegeix avidina al medi, aquesta s'uneix a la biocitina que porten els enzims, inhibint la reacció.